# 県費負担教職員
県費負担教職員（けんひふたんきょうしょくいん）とは市町村立学校の教職員でその給与等について都道府県が負担するものをいう（地方教育行政の組織及び運営に関する法律（地教行法）第37条）。
これにより、政令指定都市を除く公立小中学校の教職員の任命権は都道府県教育委員会に帰属する。ただし、身分は当該市町村の職員となり、都道府県の職員ではないことに留意が必要である。

## 制度の趣旨
- 市町村立小・中学校等の教職員は市町村の職員であるが、その給与については、義務的経費であり、かつ多額であるため、例外的に、市町村より広く財政力が安定している都道府県の負担とし、給与水準の確保と一定水準の教職員の確保を図り、教育水準の維持向上を図ること。
- 都道府県が人事を行うこととし、任命権と給与負担の調整を図ることとあわせて､身分は市町村の職員として地域との関係を保たせながら、広く市町村をこえて人事を行うことにより､教職員の適正配置と人事交流を図ること。

## 対象
- 市町村（指定都市を除き、特別区及び市町村の組合を含む）立の小学校、中学校、中等教育学校の前期課程、特別支援学校の校長、教諭、養護教諭、栄養教諭、助教諭、養護助教諭、寄宿舎指導員、講師、学校栄養職員（学校給食法第5条の3に規定する職員をいう）、事務職員（地方自治法第172条第1項に規定する吏員に相当する者及びこれに準ずる者として政令で定める者をいう）の給料その他手当（市町村立学校職員給与負担法第1条）。
- 市（指定都市を除く）町村立高等学校で学校教育法第4条に規定する定時制の課程を置くものの校長（定時制の課程のほかに同条に規定する全日制の課程を置くものの校長を除く）並びに定時制の課程に関する校務を整理する教頭、定時制の課程に授業を担任する教諭、助教諭及び講師の給料その他の給与、定時制通信教育手当及び産業教育手当（市町村立学校職員給与負担法第2条）。

## 任免
都道府県教育委員会は県費負担教職員の任命権を有するが、市町村教育委員会の内申を待って任免等を行う（地教行法第37条、第38条）。県費負担教職員の定数は、臨時及び非常勤職員を除いて都道府県の条例で定める（地教行法第41条）。また、県費負担教職員の給与、勤務時間その他の勤務条件については、地方公務員法第24条第5項の規定により条例で定めるものとされている事項は、都道府県の条例で定める（地教行法第42条）。
また中核市については人事権のうち研修に関する実施義務のみが都道府県から移譲されている（地教行法第59条）。

## 服務の監督
県費負担教職員の服務の監督は市町村教育委員会が行う。また、県費負担教職員は、その職務を遂行するにあたって、法令、当該市町村の条例及び規則並びに当該市町村教育委員会の定める教育委員会規則及び規程に従い、かつ、市町村教育委員会その他職務上の上司の職務上の命令に忠実に従わなければならない（地教行法第43条第1項、第2項）。県費負担教職員の任免、分限又は懲戒に関して、地方公務員法の規定により条例で定めるものとされている事項は、都道府県の条例で定め（地教行法第43条第3項）、更に都道府県教育委員会は、県費負担教職員の任免その他の進退を適切に行うため、市町村教育委員会の行う県費負担教職員の服務の監督又は都道府県の制定する条例の実施について技術的な基準を設けることができる（地教行法第43条第4項）。

## 国庫負担
義務教育費国庫負担制度により、都道府県の負担する市町村立学校の教職員給与費については、国が都道府県の実支出額の原則1/3を負担する（義務教育費国庫負担法第2条）。

## 市町村費負担教職員
2006年（平成18年）の市町村立学校職員給与負担法の改正により、地域の創意工夫を生かした教育の充実という観点から、市町村が独自に給与負担しつつ教職員を任用することが可能となった（構造改革特区における措置を全国展開化したもの）。市町村独自の少人数教育などに活用されている（特別支援学校・特別支援学級の非常勤講師や会計年度任用職員による実習助手なども、この方法を利用して臨時的採用教員として採用するケースがある）。

## 政令指定都市について
以前は指定都市の県費負担教職員の任免、給与の決定、休職及び懲戒に関する事務は当該指定都市の教育委員会が行うものとされており（地教行法第58条）、指定都市の県費負担教職員については任命権者と給与負担者が異なるという変則的な制度となっていた。
この制度について、指定都市市長会からは制度の変則性を解消するための給与負担の移譲が要望されてきた。
平成25年11月14日、指定都市と関係道府県が県費負担教職員の給与負担の移譲について合意し、国も制度改正に向けた方針を閣議決定した。
平成26年5月28日、国会で県費負担教職員の給与負担の移譲を含めた地域の自主性及び自立性を高めるための改革の推進を図るための関係法律の整備に関する法律（第4次一括法）が成立し、市町村立学校職員給与負担法などの関係法律が改正されたことで平成29年に新制度に移行し、給与負担が移譲された。また、これにあわせて教職員の定数の決定権や学級編制基準の決定権が指定都市に移譲されると共に、所要の経費の財源として道府県からの税源移譲も行われた。また、地教行法第58条は削除された。